# Christmas with the Everly Brothers
Christmas with The Everly Brothers är ett julalbum från 1962 av The Everly Brothers. Christmas With The Everly Brothers var duons åttonde LP och den femte på skivbolaget Warner Brothers.
Albumet innehåller den av 33 medlemmar bestående Boys Town Choir från Nebraska och Boys Town-orgeln i Omaha, Nebraska. Två låtar, "Away in a Manger" och "Angels from the Realms of Glory," sjungs helt av kören. Don Everly sjunger "What Child Is This?" solo och Phil "O Little Town of Bethlehem."
Albumet återutgavs 2005 på CD av Rhino Flashback med ett bonusspår, "The First Noel".

## Låtlista
1. "Adeste Fideles (O Come All Ye Faithful)" (Traditionell) – 2:16
2. "Away in a Manger" (Traditionell) – 2:05
3. "God Rest Ye Merry, Gentlemen" (Traditionell) – 1:30
4. "What Child Is This?" (Dix, Traditionell) – 2:21
5. "Silent Night" (Gruber, Mohr, Traditionell) – 3:01
6. "Hark! The Herald Angels Sing" (Mendelssohn, Traditionell) – 2:12
7. "Angels, From the Realms of Glory" (Traditionell) – 3:28
8. "Deck the Halls with Boughs of Holly" (Traditionell) – 1:35
9. "Bring a Torch, Jeannette, Isabella" (Traditionell) – 1:30
10. "O Little Town of Bethlehem" (Traditionell) – 2:17
11. "We Wish You a Merry Christmas" (Traditionell) – 1:22